# 大宮村 (山梨県)
大宮村（おおみやむら）は山梨県西山梨郡にあった村。現在の甲府市中心部の北西、信玄の湯 湯村温泉周辺にあたる。

## 地理
- 山：片山
- 河川：荒川

## 歴史
- 1875年（明治8年）1月 - 山梨郡山宮村・羽黒村・湯村が合併して大宮村となる。
- 1878年（明治11年）7月22日 - 郡区町村編制法の施行により、大宮村が西山梨郡の所属となる。
- 1889年（明治22年）7月1日 - 町村制の施行により、大宮村が単独で自治体を形成。
- 1942年（昭和17年）4月1日 - 甲府市に編入。同日大宮村廃止。

## 名所・旧跡・観光スポット・祭事・催事
- 信玄の湯 湯村温泉
- 塩沢寺
- 加牟那塚古墳